# Leo Driedger
Leo Driedger (* 27. Juni 1928 in Saskatoon; † 28. Dezember 2020 in Winnipeg) war ein kanadischer Soziologe.

## Leben
Er erwarb 1955 den M.A. (A sect in a modern society, a case study. The Old Colony Mennonites of Saskatchewan) an der University of Chicago und 1964 den Ph.D. (Religious typology and the social ideology of the clergy) an der Michigan State University. Er lehrte von 1966 bis 1999 an der University of Manitoba als Professor für ethnische Beziehungen, Stadtsoziologie und Religionssoziologie. 1997 wurde Driedger zum Mitglied der Royal Society of Canada ernannt.

## Schriften (Auswahl)
- Mennonite identity in conflict. Lewiston 1988, ISBN 0-88946-855-9.
- The ethnic factor. Identity in diversity. Toronto 1989, ISBN 0-07-549664-X.
- Multi-ethnic Canada. Identities and inequalities. Toronto 1996, ISBN 0-19-541161-7.
- Mennonites in the global village. Toronto 2000, ISBN 0-8020-4181-7.